# Egipteanul (roman)
Egipteanul, Cincisprezece cărți care conțin memoriile medicului Sinuhe (titlu originar în finlandeză Sinuhe egyptiläinen) este un roman istoric de Mika Waltari publicat în 1945. A fost inclus în lista de bestselleruri a revistei Publishers Weekly din 1949 în Statele Unite ale Americii. Romanul a fost tradus în treizeci de limbi și, până la sfârșitul secolului al XX-lea, a ajuns cea mai tradusă lucrare din literatura finlandeză. În 1954, regizorul american Michael Curtiz a realizat un lungmetraj bazat pe acest roman, Egipteanul.
Cartea lui Mika Waltari, care a devenit imediat un bestseller, a fost publicată în SUA, Marea Britanie, Franța, Germania, Japonia, Israel, Suedia, Finlanda, Spania, Portugalia, Islanda, Italia, Danemarca, Norvegia, Olanda și Elveția în perioada 1945-1960.
Acțiunea romanului are loc între 1390 și 1335 î.Hr., mai ales în timpul domniei faraonului Akhenaton din a XVIII-a Dinastie Egipteană, despre care unii au pretins că este primul conducător monoteist din lume. Este precedat de o prefață scrisă de protagonistul deja în vârstă, medicul Sinuhe, aflat în exil. Apoi, descrie copilăria sa, petrecută în capitala Egiptului Antic în timpul Noului Regat, la Teba. Nou-născutul Sinuhe a fost găsit pe malurile Nilului într-o barcă din stuf și crescut de medicul deja în vârstă Senmut și de soția sa simplă, dar pioasă, care nu avea copii. În tinerețe, Sinuhe a vrut inițial să facă o carieră militară, dar după ce a întâlnit un soldat bătrân și onorat, uitat de toată lumea și care vegetează în sărăcie, s-a răzgândit și, cu ajutorul fostului coleg de clasă al tatălui său, acum medic de la curte, „deschizătorul de cranii” Ptagora, are ocazia să studieze la o școală pentru a deveni medic. Aici, în templul lui Amon din Teba, a întâlnit-o pe frumoasa curtezană Nefernefer, care a jucat un rol fatal în soarta lui Sinuhe.

## Traduceri în limba română
- Egipteanul, Cincisprezece cărți care conțin memoriile medicului Sinuhe (1390-1335 î.Chr.) / București, 1999 , Editura Univers / Traducător: Teodor Palic / Prefață de Tytti Isohookana-Asunmaa / Ilustrația copertei: Martti Aiha / Redactor: Viorica-Rozalia Matei / Titlul original: Sinuhe egyptiläinen, Viisitoista kirjaa lääkäri Sinuhen elämästä n. 1390-1335 e.Kr. / 680 pag. / ISBN: 973-34-0651-1.
- Egipteanul, Cincisprezece cărți care conțin memoriile medicului Sinuhe (1390-1335 î.Chr.) / Iași, 2003, Editura Polirom / Traducător: Teodor Palic / Titlul original: Sinuhe egyptiläinen, Viisitoista kirjaa lääkäri Sinuhen elämästä n. 1390-1335 e.Kr. / 581 pag. / ISBN: 973-683-196-4